# Sejmtsjan (plaats)
Sejmtsjan (Russisch: Сеймчан) is een nederzetting met stedelijk karakter in de Russische oblast Magadan. Het vormt het bestuurlijk centrum van het gemeentelijk district Srednekanski.

## Geografie
De plaats ligt aan de noordoostelijke rand van de Selmtsjan-Boejoenda-laagte (Sejmtsjano-Boejoendinskaja vpadina), een laagland dat zich uitstrekt langs de middelloop van de Kolyma en haar rechter zijrivier Boejoenda tussen het Tsjerskigebergte, de zuidoostelijke uitlopers van de Momagebergte en de noordelijke uitlopers van het Kolymagebergte. Sejmtsjan ligt op de rechteroever van de gelijknamige rivier, niet ver van de monding daarvan in de Kolyma.
De plaats ligt op 500 kilometer ten noorden van Magadan aan een zijweg van de Kolymatrakt. Sejmtsjan heeft een rivierhaven en een eigen luchthaven.
In 1967 werd ten noordwesten van de plaats aan een zijrivier van de rivier de Jasatsjnaja (eveneens een zijrivier van de Kolyma) een pallasietmeteoriet gevonden, die naar de Engelse transcriptie van de rivier Seymchan werd vernoemd.

## Geschiedenis en economie
Het dorp werd aan het eind van de 17e eeuw gesticht door Jakoeten. De naam is afgeleid van het Jakoetse woord cheymyms en betekent "polinia". Na de komst van de Russen werd er een kerk gebouwd. Vanaf 1893 voerde de Ola-Kolymatrakt door de plaats; een handelsroute van de kust van de Zee van Ochotsk naar de Kolyma.
In de jaren 1930 werd de plaats onderdeel van de delfstoffenwinning in de Kolymavallei. In 1931 openden Goelagdwangarbeiders van de Dalstroj onder leiding van Eduard Berzin er de eerste goudmijnen. Een jaar later werd een begin gemaakt met het bruinkoolveld Elgen en in 1937 openden er verschillende tinmijnen en begin jaren 1940 ook kobaltmijnen. In 1940 werd een begin gemaakt met de bouw van de huidige plaats. Van 1942 tot 1945 was de bij de plaats aangelegde luchthaven een belangrijke transporthub in het goederenvervoer in het kader van het Lend-Lease-programma tussen Alaska, Zyrjanka en Ojmjakon.
In 1949 werd het mijnbouwkampencomplex Joezlag van de Dalstroj opgezet bij Nizjni Sejmtsjan (later Kolymskoje genoemd), enkele kilometers ten zuiden van het centrum, aan de Kolyma. Tot 5700 dwangarbeiders werden daarbij ingezet in de tin- en goudwinning, de bouw en de bosbouw. In 1953 kreeg de plaats de status van nederzetting met stedelijk karakter. In 1955 werden de kampen gesloten. In 2005 werd Kolymskoje als woonplaats opgeheven.
De economische activiteiten in de plaats in de Sovjetperiode bestonden uit een bouwmaterialenfabriek en de sovchoz 'Lenin', waar melk en vlees, bieren en non-alcoholische dranken en hout (houtverwerking) werden geproduceerd met behulp van vrijwilligers van de Komsomol. In de sovchoz bevonden zich ruim 30 verwarmde kassen groenten en fruit geproduceerd voor de hele oblast.
Na het uiteenvallen van de Sovjet-Unie in 1991 en de daaropvolgende crisis in de mijnbouwsector sloten veel ondernemingen, de lonen daalden sterk en de prijzen van eerste levensbehoeften stegen sterk. Als gevolg hiervan daalde de bevolking sterk, met name in de jaren 1990. Sinds 1989 is de bevolking met meer dan 75% gedaald.
De nederzetting vormt een logistiek centrum voor de economische activiteiten in het district. In de omgeving wordt nog steeds goud en zilver gewonnen. Ook worden er landbouwproducten verbouwd voor de omringende regio.
Vanuit Sejmtsjan worden nog afgelegener plaatsen bevoorraad middels Mi-8-helikopters. Op 15 september 2007 stortte een helikopter onderweg naar de rivier de Boergali neer op de berg Soeroektasj, waarbij zes mensen omkwamen. De piloot overleefde de crash als enige en werd door een andere Mi-8 zwaar gewond teruggevlogen naar Sejmtsjan om daar te worden behandeld.

## Bevolkingsontwikkeling
|                            |
| ■ Volkstelling ■ Schatting |

## Klimaat
Sejmtsjan ligt in een gebied met een streng landklimaat met lange en zeer strenge winters en korte koele zomers.
| Maand                          | jan   | feb   | mrt   | apr   | mei   | jun  | jul  | aug  | sep   | okt   | nov   | dec   | Jaar  |
| ------------------------------ | ----- | ----- | ----- | ----- | ----- | ---- | ---- | ---- | ----- | ----- | ----- | ----- | ----- |
| Hoogste maximum (°C)           | −14,4 | −7,0  | 3,3   | 12,6  | 28,0  | 35,2 | 35,9 | 35,0 | 27,8  | 17,2  | 6,7   | 0,9   | 35,9  |
| Gemiddeld maximum (°C)         | −33,6 | −27,8 | −16,9 | −3,7  | 9,5   | 20,7 | 22,8 | 19,1 | 10,6  | −5,4  | −23,4 | −33,0 | −5    |
| Gemiddelde temperatuur (°C)    | −37,5 | −33,6 | −25,4 | −10,8 | 4,0   | 13,8 | 15,8 | 12,1 | 4,1   | −11,0 | −27,9 | −36,6 | −11   |
| Gemiddeld minimum (°C)         | −41,6 | −38,8 | −33,0 | −18,9 | −2,3  | 6,2  | 8,6  | 5,2  | −1,6  | −15,9 | −32,4 | −40,6 | −17   |
| Laagste minimum (°C)           | −59,1 | −58,2 | −53,4 | −44,7 | −27,9 | −6,4 | −4,2 | −9,0 | −20,0 | −40,1 | −53,6 | −57,2 | −59,1 |
| Regendagen (dag)               | 20,8  | 20,7  | 19,2  | 10,6  | 9,4   | 10,1 | 9,7  | 13,4 | 14,2  | 18,5  | 20,8  | 23,3  | 190,7 |
| Relatieve luchtvochtigheid (%) | 72,6  | 70,0  | 66,9  | 62,7  | 55,8  | 61,0 | 65,0 | 73,8 | 72,5  | 76,8  | 76,6  | 74,2  | 69    |
| Bron: (en) Climatebase.ru      |       |       |       |       |       |      |      |      |       |       |       |       |       |

## Cultuur
De plaats heeft een heemkundemuseum.